# فروشگاه گاوینا
فروشگاه سابق گاوینا (به ایتالیایی: Ex Negozio Gavina) یک ساختمان تجاری است که توسط کارلو اسکارپا در مرکز بولونیا طراحی شده است.

## تاریخچه
این فروشگاه واقع در طبقهٔ همکف یک ساختمان باستانی در مرکز تاریخی شهر بولونیا، در خیابان آلتابلا است، و توسط کارلو اسکارپا در سال ۱۹۶۱ میلادی به سفارش دینو گاوینا طراحی شد که می‌خواست یک نمایشگاه برای مبلمان خود در مرکز تاریخی شهر داشته باشد. این ایده‌ای بود که به دنبال مشاهدۀ نمونۀ فروشگاه آدریانو اولیوتی که فروشگاهی با مفهومی مشابه توسط کارلو اسکارپا در میدان سن مارکو در ونیز ساخته بود، ایجاد شد.
این ساختمان جنجال برانگیخت، درست همان‌ طور که ادغام (برنامه‌ریزی شهری) میان چیدمان قرون وسطایی و مدرن مورد نظر آلفونسو روبیانی در آغاز سدۀ بیستم میلادی قبلاً در شهر بولونیا جنجال برانگیخته بود. ساخت فروشگاه به لطف مداخلهٔ قاطع شورای برنامه‌ریزی شهری وقت جوزپه کامپوس ونوتی امکان‌پذیر شد.

## توضیحات
مداخلهٔ اسکارپا نمونه قابل توجهی از ادغام ساختمان‌های باستانی مرکز تاریخی بولونیا و عناصر مدرنیتۀ معماری است. نمای مغازه با نمای بتنی مشخص می‌شود که نمای بیرونی ساختمان با منشأ قرون وسطایی را می‌پوشاند و همچنین سه سطح شیشه‌ای نامنظم را باز می‌کند: یک ویترین حلقه‌ای دوتایی، یک چشمک بزرگ و ورودی مرکزی که توسط یک دروازه پوشانده شده است. با توجه به مفهوم معماری اسکارپا، اهمیت زیادی به مصالح به کار رفته داده می‌شود: در واقع سیمان به صورت نوارهایی با نوک‌های اسکنه‌ای مختلف کار می‌شود و با نوارهای برگ طلایی تقسیم می‌شود، در حالی که کریستال‌های ویترین مغازه‌ها هم تراز با نما با گل میخ‌های برنزی و چدنی نگه داشته می‌شوند.
در داخل، اسکارپا به لطف چیدمان عناصر عمودی متعدد، از تکه‌تکه شدن اصلی فضاها می‌کاهد و به اتاق‌ها عمق می‌دهد: ستون‌هایی با سطوح کار شده در بتن کوبیده، کبالت و گچ براق سفید، برجسته شده با ورق نقره.

## نگارخانه

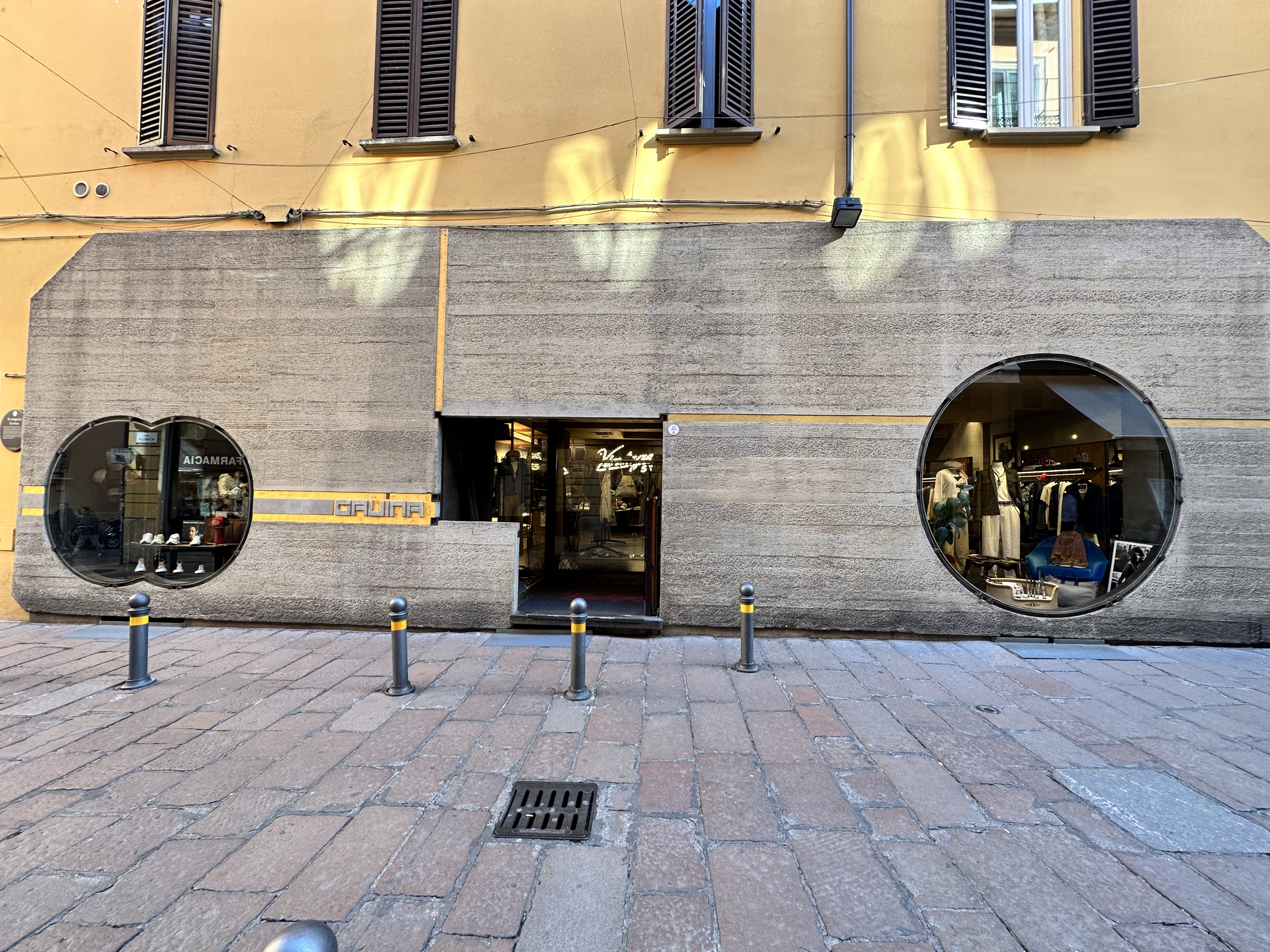
نمای خارجی
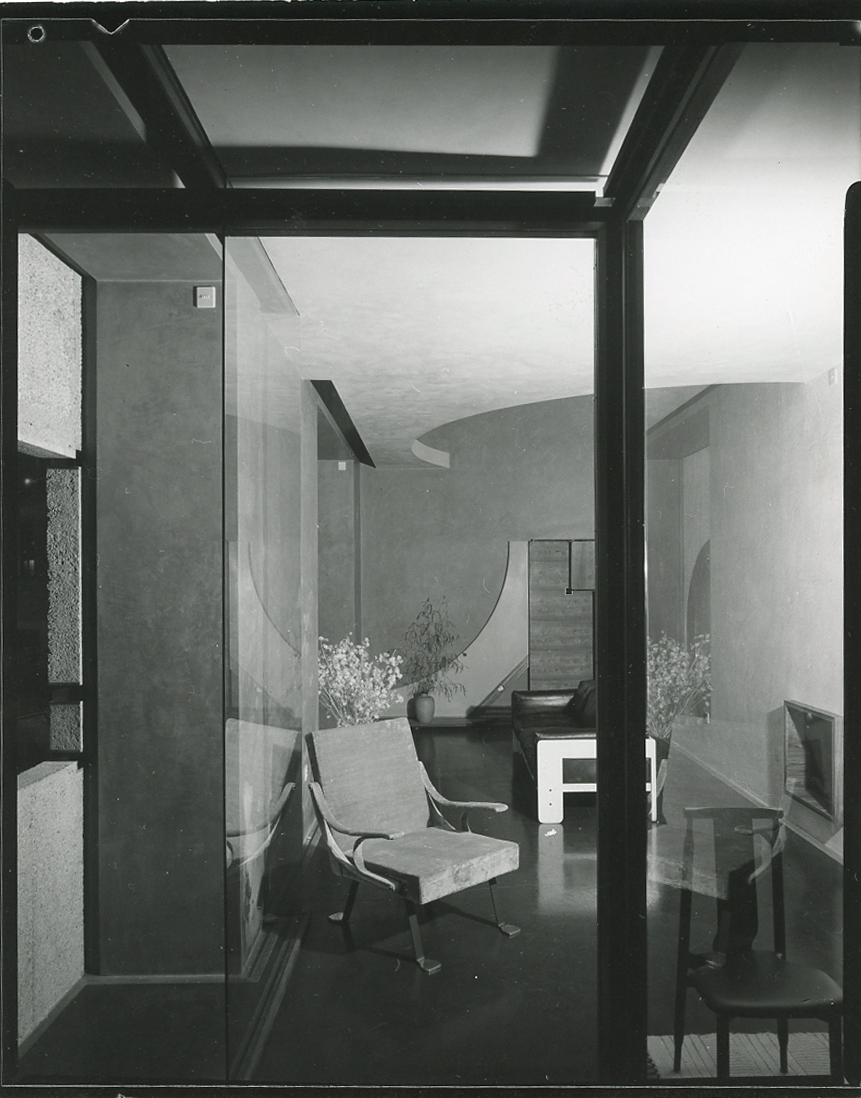
نمای داخلی
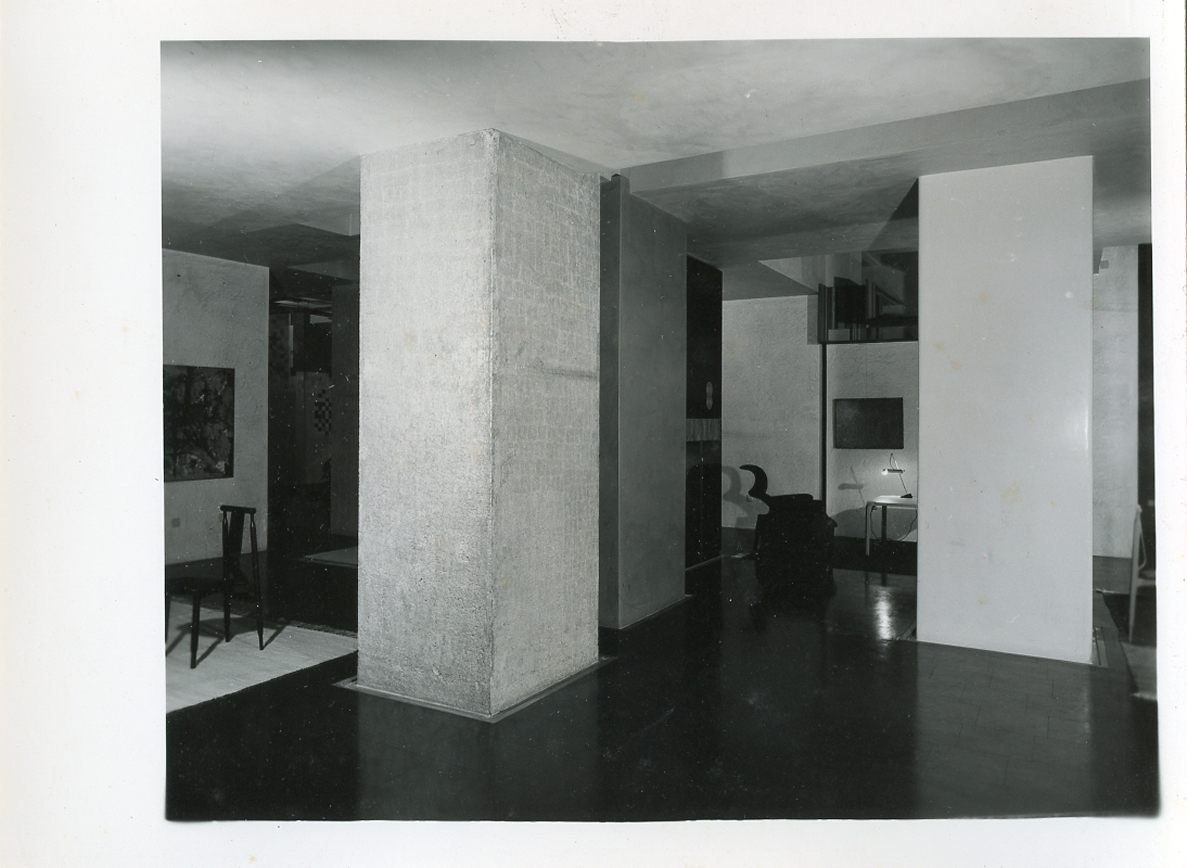
در داخل، ستون‌های عمودی قابل مشاهده است